# Nepenthes talangensis
Nepenthes talangensis este o specie de plante carnivore din genul Nepenthes, familia Nepenthaceae, ordinul Caryophyllales, descrisă de Nerz și Andreas Wistuba. Conform Catalogue of Life specia Nepenthes talangensis nu are subspecii cunoscute.

## Galerie de imagini

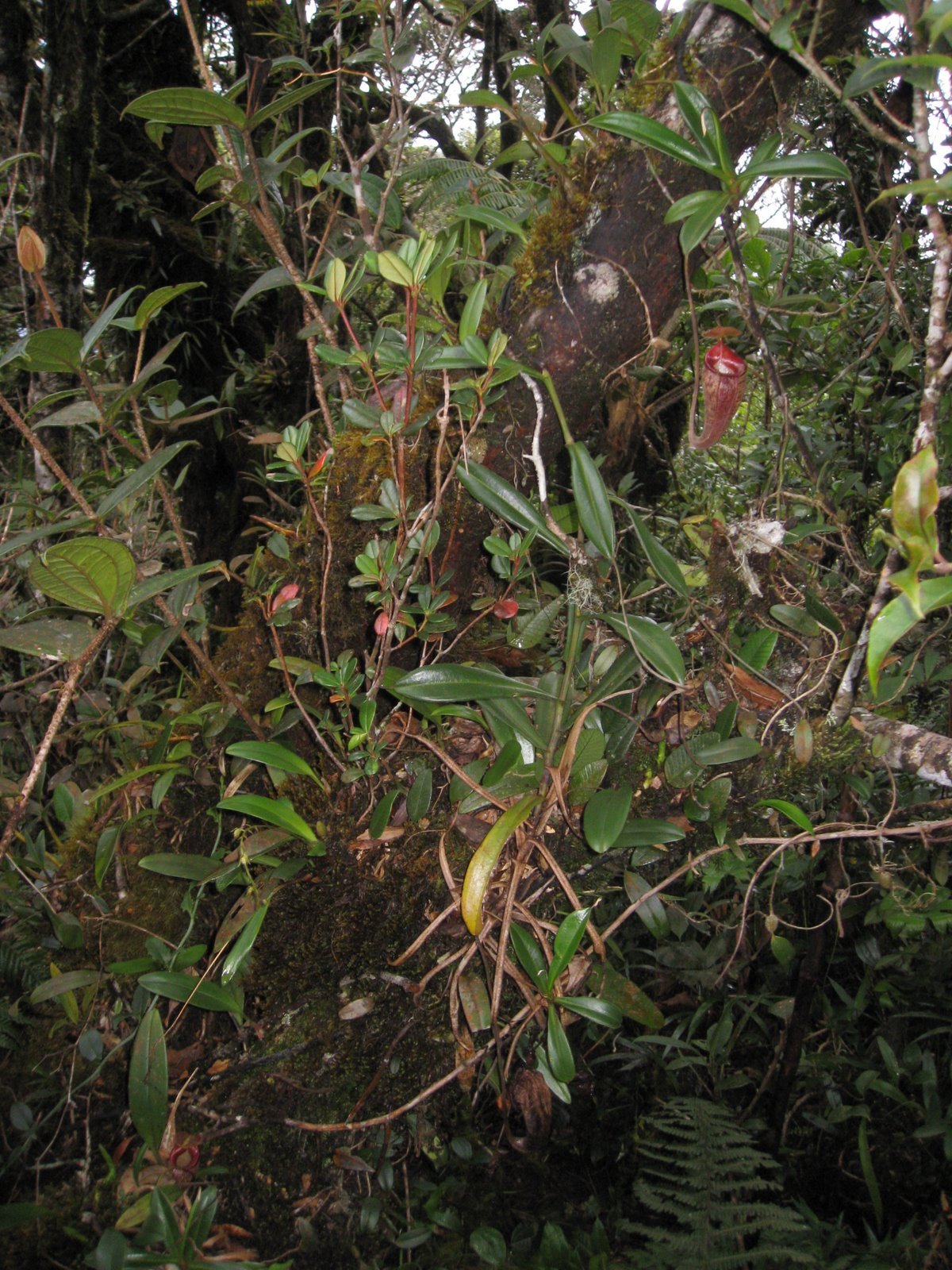
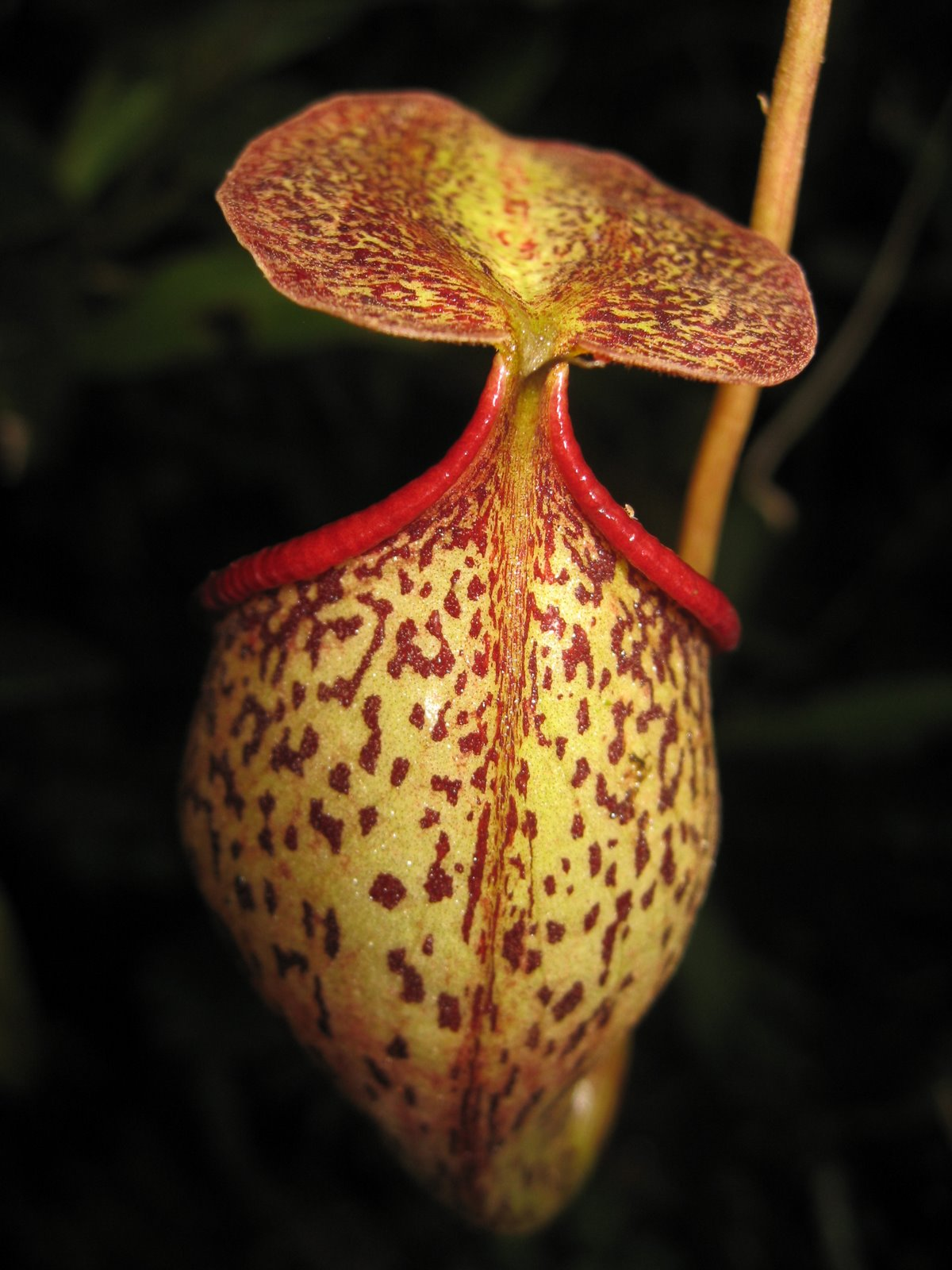
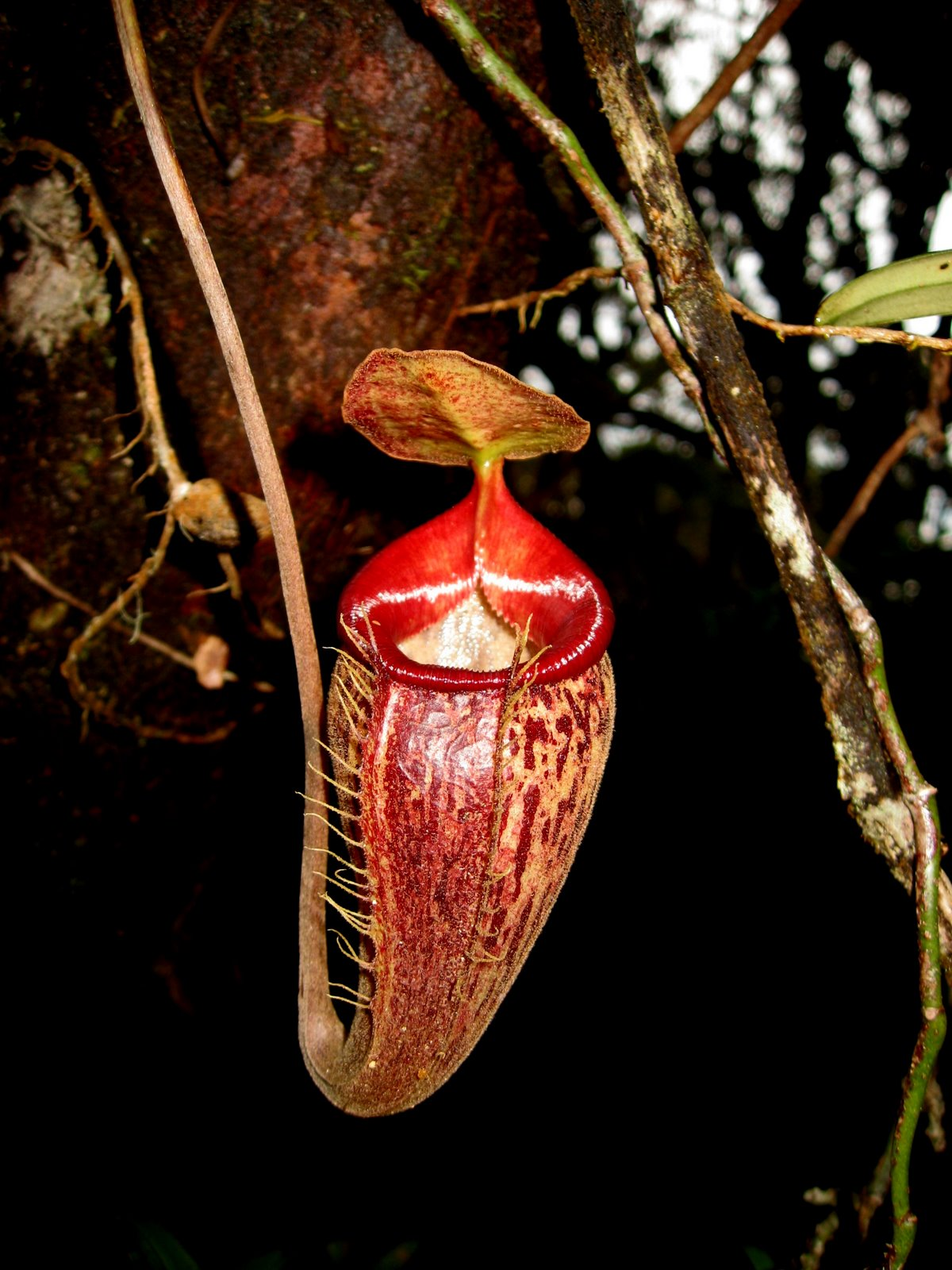
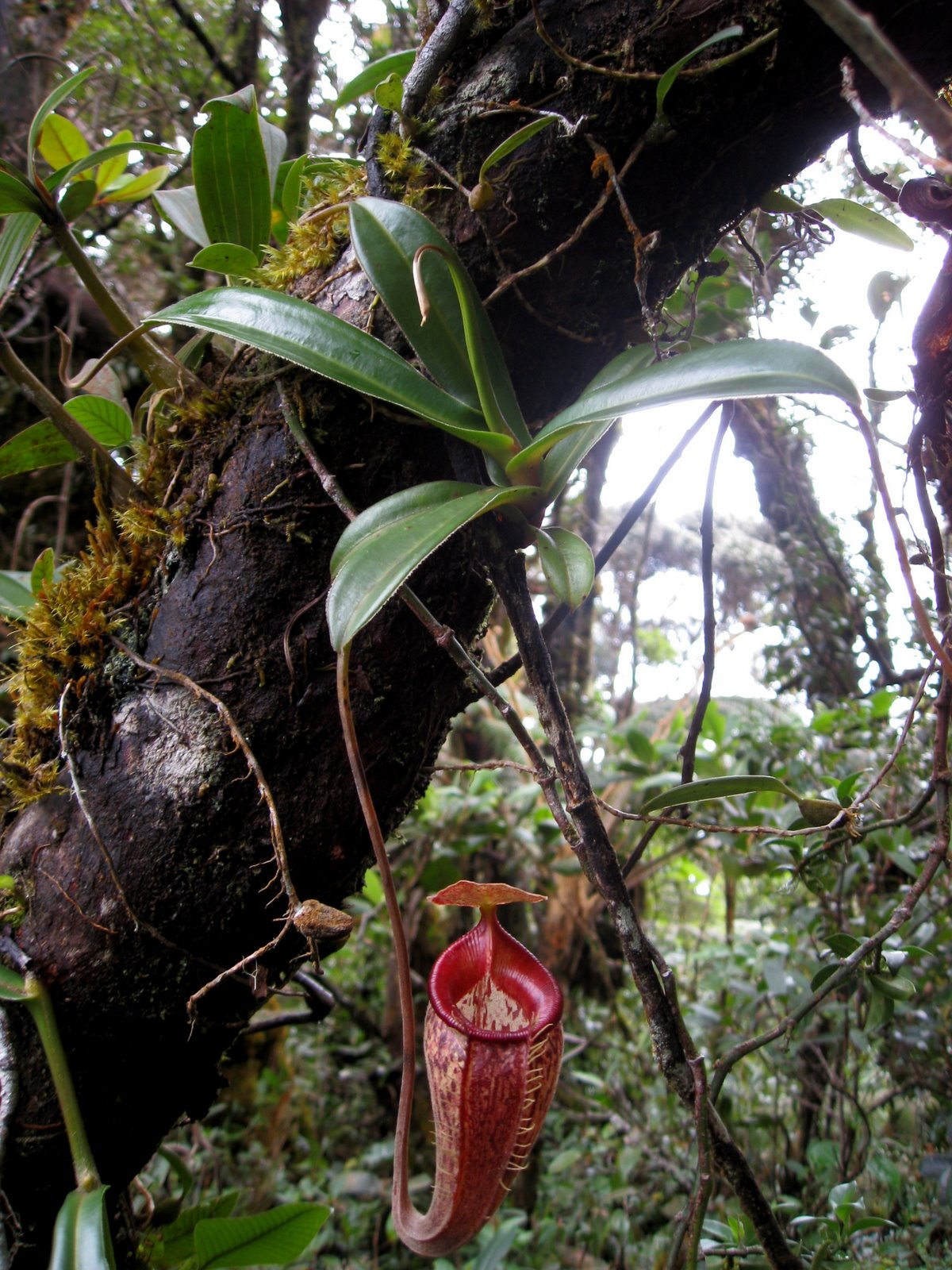
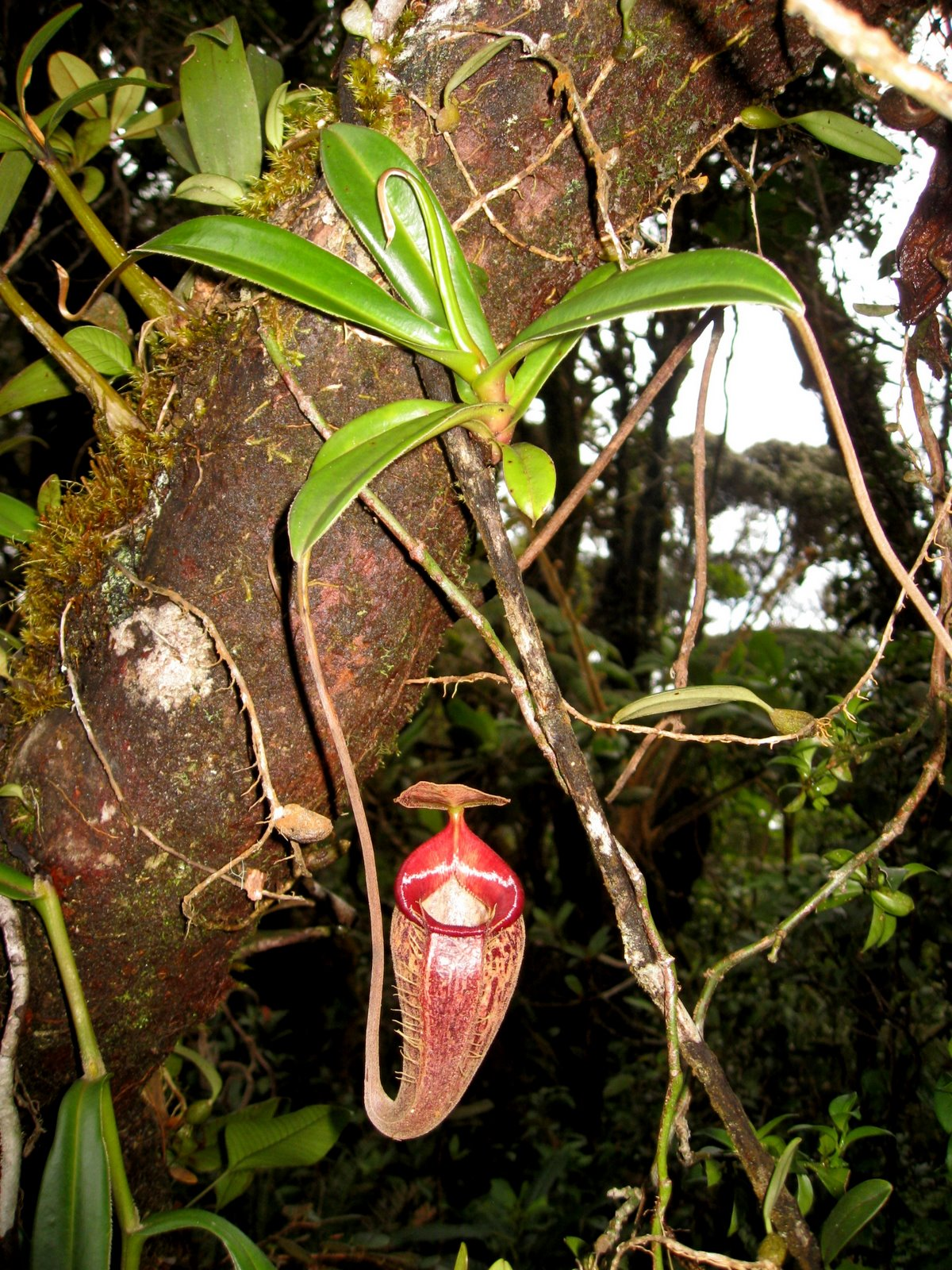
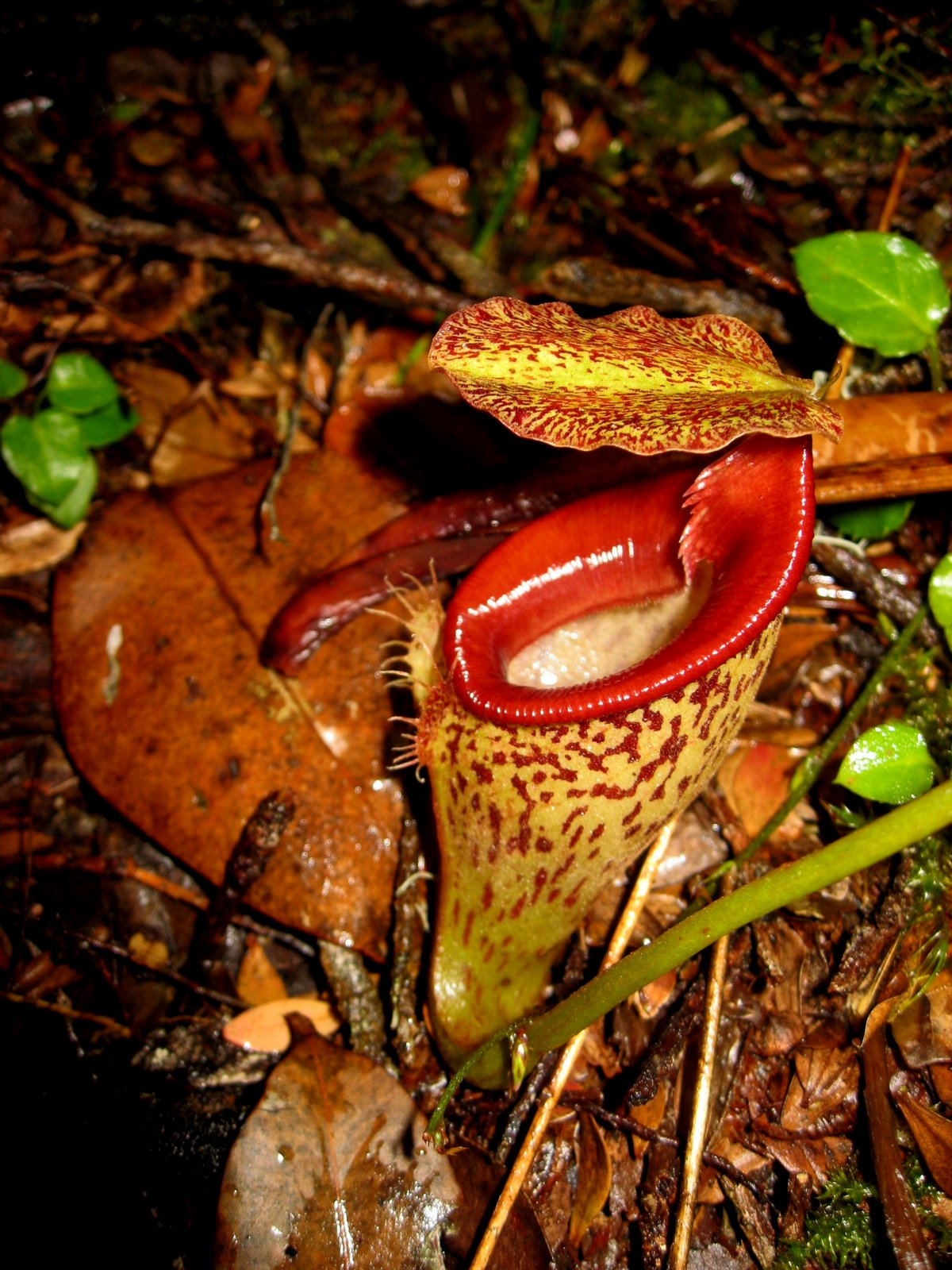